# Martim Lopes Lobo de Saldanha
Martim Lopes Lobo de Saldanha foi um oficial do Exército Português e o segundo capitão-general da Capitania de São Paulo, de 1775 a 1782. Fundou a Legião de Tropas Ligeiras de São Paulo em 1775 para reconquistar a Capitania do Rio Grande de São Pedro.
Como militar, serviu em diferentes localidades do Alentejo, sempre próximo da Espanha. Em 1752, era tenente de Infantaria do Regimento de Elvas, já tendo sido assistente em Campo Maior. Em 1762, enquanto recrutava soldados em Beja, recebeu ordem de seguir a Tomar, onde foi nomeado coronel do 2º Regimento de Olivença. Nesse mesmo ano, a Espanha invade Portugal, forçando a participação portuguesa na Guerra dos Sete Anos. Durante a invasão espanhola, Lobo de Saldanha serviu no Exército Português juntamente com o António de Almeida Soares Portugal, comandante de Cascais, e Antônio Carlos Furtado de Mendonça, comandante do Regimento de Olivença, posteriormente nomeado vice-rei do Brasil e governador militar da Ilha de Santa Catarina.
A experiência de Lobo de Saldanha nos conflitos com os espanhóis em áreas de fronteira em Portugal Continental, bem como sua relação com importantes personagens da administração colonial em meados de década de 1770, influenciaram na introdução ao cargo de capitão-general de São Paulo.

## Vida

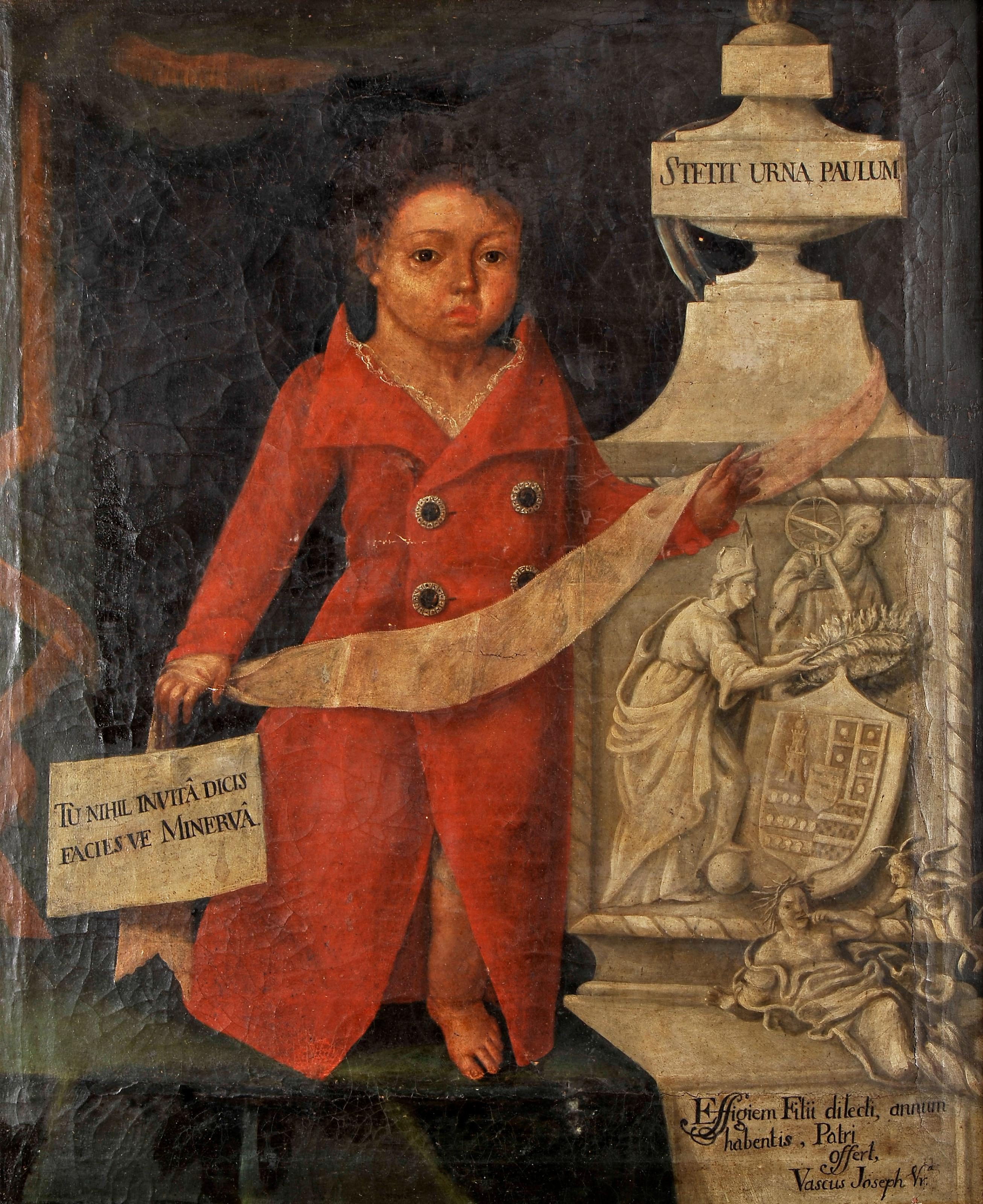
Retrato de seu filho, Vasco José, com um ano de idade.

Martins Lopes Lobo de Saldanha foi quem mandou fazer o aterro do Rio Grande, no alto da Serra, para homens e animais poderem andar com mais segurança. Contudo, o caminho continuava péssimo na maior parte de sua extensão.
Em sua correspondência datada de 1781, encontra-se a afirmação de que conseguiu abrir o caminho de São Paulo ao Rio e que consertou o caminho que vai de São Paulo para Cubatão e Santos e procura ainda deixar claro que o caminho encontrava-se numa situação péssima e exigia solução. Este, segundo Saldanha, estava em tão mal estado que só se podia passar por ele nos lombos dos índios.